# Marsilio de Padua
Marsilio de Padua  (c. 1275 - 1342-43) fue un filósofo italiano, pensador político, médico y teólogo.
Nació en Padua de una familia de jueces y notarios. Su padre, Bonmatteo de Maianardini, fue notario de la Universidad de Padua. El año de su nacimiento es incierto. Si bien algunas fuentes indican el año 1275, no se tiene certeza al respecto.
Se conoce muy poco de su infancia y su adolescencia. Completó sus estudios en la universidad de París en la Facultad de artes liberales donde fue condecorado con la autoridad de rector en 1313. El tiempo transcurrido en dicha ciudad influyó en gran medida en la evolución de su pensamiento. En París conoció a Guillermo de Ockham y Giovanni Jandun; con este último permaneció vinculado en gran amistad y con él llegó a sufrir el exilio. 

## Formación
No se tienen notas precisas sobre su formación filósofica y cultural. La mayor fuente de la información es una carta en verso escrita por Albertino Mussato, Ad Magistrum Physicum Paduanum eius inconstantian arguens, en la que el poeta narra que Marsilio le pidió consejo para saber si debería estudiar leyes o medicina y éste le indica que es mejor que se dedique a la medicina.

## De París a Roma
Marsilio se encontraba en París cuando se desarrolló la lucha entre Felipe IV de Francia, rey de Francia, y el Papa. Esto, junto al vivaz contexto cultural en el cual se movía, lo lleva a la compilación de su obra capital el Defensor Pacis, obra a la cual debe su fama y que influyó muchísimo en el pensamiento filosófico-político de su tiempo y en el sucesivo.
En París experimentó la fuerza de una monarquía decidida a incrementar su propio poder y autoridad sobre todas las fuerzas centrífugas, incluso de la Iglesia de Bonifacio VIII. Marsilio siguió a Luis IV de Baviera, del cual fue consejero político y eclesiástico, hasta Roma, donde fue nombrado por el mismo Luis vicario espiritual de la ciudad. Desde esta posición aplicó la supremacía del poder político sobre el poder espiritual.
También siguió a Luis cuando este se retiró, después del fracaso de la empresa romana, a Alemania, donde permaneció hasta su muerte ocurrida entre 1342 y 1343.
En el periodo antecedente a su muerte se realizó una compilación de algunas de sus obras menores, entre las cuales destaca el Defensor Minor, una pequeña obra maestra. Se puede definir a la obra de Marsilio como el producto de tiempos en los cuales confluían las virtudes del ciudadano, el nacionalismo francés y el imperialismo alemán, permaneciendo, sin embargo, ajeno a toda parcialidad y dotada de amplia autonomía y objetividad.

## Defensor Pacis
El Defensor pacis (defensor de la paz) escrito en 1324 es su obra más conocida. Su fundamento es el concepto de Paz entendida como base indispensable del Estado y como condición esencial de la actividad humana. Se trata de una obra laica, privada de retórica, moderna y en algunos aspectos todavía actual. La necesidad del Estado no desciende ya de fines ético-religiosos, sino de la naturaleza humana en la búsqueda de una vida suficiente y de la exigencia de realizar un fin genuinamente humano, y no otra cosa.
De esta búsqueda se derivan las diversas comunidades, de la más pequeña a la más grande y compleja: el Estado, el cual se deriva de la necesidad de un ordenamiento de la comunidad que asegure la convivencia y el ejercicio de las propias funciones. Para Marsilio esta exigencia tiene características genuinamente humanas que no responden a finalidades éticas, sino reales, contingentes e históricas. En la base del ordenamiento se encuentra la voluntad común de los ciudadanos, superior a cualquier otra voluntad.

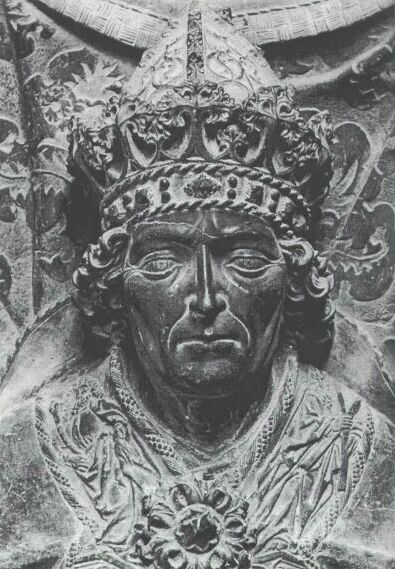
Luis IV de Baviera.

Es la voluntad de los ciudadanos que atribuye al Gobierno, Pars Principans, el poder de mandar sobre todas las partes; poder que siempre es un poder delegado, ejercitado en nombre de la voluntad común. También introduce el problema que trataría después en el Defensor Minor, el de la relación con el Papado con los principios políticos constituidos 

singularis et occulta valde, qua romanum imperium dudum laboravit, laboratque continuo, vehementer contagiosa, nil minus et prona serpere in reliquas omnes civitates et regna ipsorum iam plurima sui aviditate temptavit invadere.

### Soberanía popular, Principio de representación, Principio mayoritario
Marsilio afirma que el poder legislativo pertenece al pueblo, considerado como Universitas Civium, y por tanto a él concierne lo que nosotros llamamos soberanía popular, aunque realmente el concepto de soberanía entendido en sentido moderno será desarrollado solo más tarde e inicialmente con la contribución de las monarquías absolutas

Decimos pues, de acuerdo con la verdad y la opinión de Aristóteles, en la Política, libro III capítulo VI, que el legislador o la causa primera y eficiente de la ley es el pueblo, mediante elección o voluntad expresada con palabras en la asamblea general de los ciudadanos, que manda que algo sea hecho u omitido con respecto de los actos civiles humanos bajo la amenaza de una pena o castigo temporal
C. Vasoli: El defensor de la paz

Según lo expuesto, el poder legislativo pertenece al pueblo. Ahora es necesario determinar la manera en la cual se manifiesta y expresa esta voluntad popular. Será la mayoría, entendida cuantitativamente, la que, según la teoría marsiliana, representa y manifiesta la voluntad del pueblo. En la base está la consideración de que, siendo el individuo parte del pueblo, está obligado a aceptar sus decisiones, no pudiendo contrastarlas con el pueblo mismo, del cual es parte. Se le objeta que la mayor parte del pueblo debe ser considerado incapaz y que, por tanto, solamente pocos, particularmente los expertos, deberán conformar las leyes. A eso Marsilio responde que si bien los sapientes pueden legislar mejor que los no doctos, no se concluye que de eso los primeros sean más competentes que la universalidad de los ciudadanos, en la cual están incluidos también los susodichos sapientes. Es admitido, por tanto, que los expertos formulen, pero solo formulen, la ley, mientras que le seguirá perteneciendo al pueblo el derecho de aprobarlas o rechazarlas.
Se comprueba aquí lo que puede considerarse el fundamento del moderno constitucionalismo: la soberanía popular, el principio representativo y el sistema mayoritario.
Distingue la soberanía que radica en la universitas civium o conjunto del pueblo y la pars principans, que equivaldría al poder ejecutivo ejercitado por el príncipe. El dualismo de la teoría marsiliana entre príncipe y pueblo es análogo al que se puede encontrar en el derecho germánico, pero con la diferencia de que, para Marsilio, el poder del pueblo es superior al del príncipe, y esto se manifiesta en el poder de vigilancia que el pueblo tiene sobre la actividad del príncipe, poder que puede llegar incluso a la deposición del mismo.

### Políticayreligión.Estadoeimperio

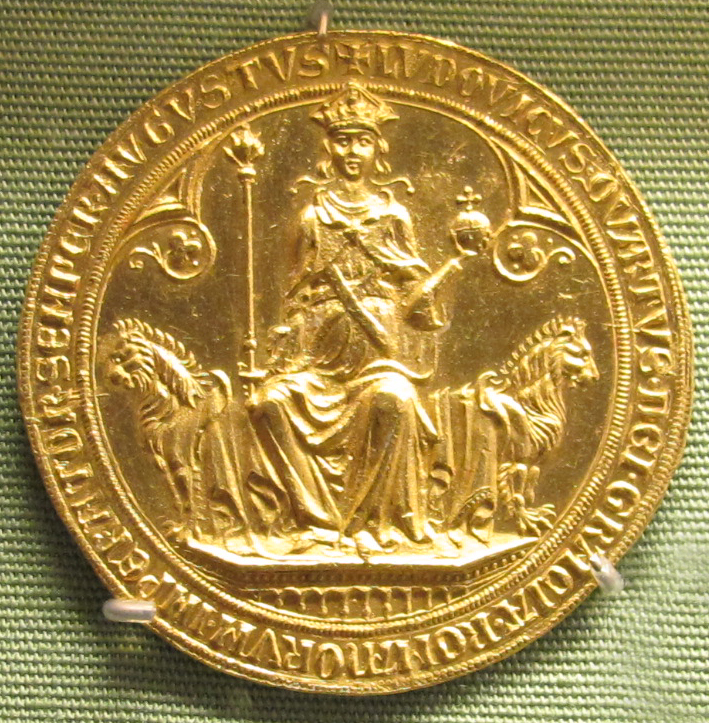
Sello de Luis IV de Baviera.

En los principios políticos de Marsilio es extraño Dios, quien, sin embargo, estaba presente en las instituciones medievales como causa y fin. En el Defensor Pacis es considerado entre los factores secundarios y generales, siendo el ser humano la causa original de la asociación social y la base esencial y sustancial del Estado. 
Por estos principios innovadores y modernos, tomando en cuenta la época en los que fueron formulados, Marsilio de Padua tuvo tanta resonancia y ha influido en el pensamiento contemporáneo. En las obras compiladas a principios del siglo XIV, en relación con la lucha entre Felipe el Hermoso y el papa Bonifacio VIII, y del conflicto entre poder civil y papado, se plantea, aunque en manera no bien definida, la cuestión de la relación conflictiva entre Estado e Imperio: arena doctrinal donde los realistas oponen las razones del Rey de Francia a las pretensiones del Emperador.
Fueron Bartolo de Sassoferrato y la escuela italiana los que fijaron el principio Imperator est dominus totius mundi (El Emperador es el mundo entero), al cual responde la escuela de Toulouse con la fórmula Rex est Imperator in suo Regno (El rey es el emperador en su reino).

### El Estado
Marsilio menciona expresa y repetidamente el término Estado, definiéndolo como una pluralidad de ciudades y de provincias sometidas a un poder único, exclusivo. En otros escritos, especialmente los redactados para favorecer a Luis IV de Baviera, utiliza el término Imperio, por el hecho que a una institución tan universal como la Iglesia no se podía oponer otra institución igualmente universal como el Imperio.
Entre tantos escritores que se sirvieron del término Imperio, tal vez solamente Dante lo entendió en la plenitud de la acepción y sobre todo como necesario. Solamente después de un largo trabajo político y doctrinal el Estado afirmará su autonomía en los conflictos con el mismo Imperio, nacerán las nuevas naciones que con sus propias características de soberanía y territorialidad actuarán dentro y contra el Imperio. Sobre todo esto influiría ampliamente la reforma protestante, que destruiría esa unidad religiosa que había sido la gran construcción media y que había salvado al cristianismo de los bárbaros.
Marsilio configura al Estado como un organismo compuesto en el cual se encuentran Partes, que tienen cada una su propia función. Esta distinción en partes, además de tener un origen genuinamente humano, tiene también una política establecida por el Humanus Legislator y es propiamente él quien manifiesta toda distinción, incluso la del sacerdocio. Considera el sacerdocio como una parte del Estado, una pars necesaria, pero nada más que la parte de un todo.

### Forma del Estado
Su preferencia, por cuanto respecta al Estado, es de una monarquía que impropiamente puede ser definida como constitucional, en su origen electiva de la dependencia de la ley, pero la novedad y la originalidad de Marsilio están en el hecho de que la forma política del Estado debe ser escogida por el mencionado Legislator Humanus, cuya voluntad, es la voluntad del pueblo.
Aquí se encuentra expresado el principio de la soberanía popular 

legislatorem humanum solam civium Universitatem esse aut, valentiorem illius partem.

 El Estado es concebido como producto humano, independientemente de premisas teológicas como las del pecado o similares. La concepción del Estado supera a los organismos políticos del Medioevo y si no llega a concebir todavía la noción de la personalidad jurídica del Estado, se puede considerar como su preludio. De la Comunitas Civium nace la soberanía y la ley. El objetivo principal del Estado es: 

Principatus regulare debet actus civiles humanos et secundum regulam, quae forma est et esse debet principantis in quantum principans.

### Naturaleza y fines del sacerdocio
En la segunda parte del Defensor Pacis Marsilio dedica al problema de las relaciones Estado e Iglesia y a su resolución muchas más páginas que en la primera parte. Ya explicamos incidentalmente como el sacerdocio es considerado nada más una parte del Estado, una pars necesaria, pero nada más que la parte de un todo. La ley divina es considerada como remedium al desorden y a la corrupción derivada del pecado, el fin del sacerdocio es, por tanto, la predicación de esta ley divina que es, en definitiva, la ley evangélica.
El sacerdocio, por su carácter político derivado de ser una función del Estado, es por este mismo regulado. Se habla de pars sacerdotalis como se habla de pars agrícola o comercial y de esto se deriva la regulación del Príncipe a los pars de todas las instituciones que forman el Estado.
El fin preciso del sacerdocio es la enseñanza, la predicación de la ley evangélica y la explicación de las funciones exclusivamente espirituales en las cuales el príncipe no puede ni debe entrar mientras, cuando se hable de cuestiones civiles o políticas, interviene plena y legítimamente.

### La Iglesia
Marsilio examina el concepto de Iglesia con todos sus atributos y en sus funciones, 

dicitur hoc nomen ecclesia de universitate fidelium credentium et invocantium nomen Christi, et de huius universitatis partibus omnibus in quaqumoue communitate, etiam domestica.

 Continua definiendo a aquellos que la conforman como:

sunt et dici debent omnes Christi fideles, tam sacerdotes, quam non sacerdotes.

De esta forma describe la diferencia entre laicos y el clero.
Distingue la Iglesia como Universitas Fidelium del sacerdocio, el cual no es otra cosa sino una de sus funciones, investiga en los textos sagrados la justificación y la naturaleza del sacerdocio. Son abatidas algunas instituciones medievales y las relativas prerrogativas y eso en función del carácter netamente espiritual del sacerdocio. Niega cualquier pretensión de poder coactivo o inmunidad, afirma la imposibilidad para los clérigos de poseer. Encuadrando de tal forma al sacerdocio, examina el problema del gobierno de la Iglesia.
Niega el poder del Obispo de Roma sobre la Iglesia y sobre la jerarquía eclesiástica afirmando que la fuente de todo poder es la universitas fidelium a la cual compete el nombramiento de los ministros de culto.

Communitatibus fidelium iam perfectis, huius istitutionis determinationis praesidis similiter et reliquorum minorum, causa factiva immediata sic seu esse debeat universa eius loci fidelium multitudo per suam electionem seu voluntatem expressam, aut ille vel illi, cui vel quibus iam dicta multitudo harum institutionum auctoritatem concesserit.

De esto desciende que siendo la comunitas fidelium la misma comunitas civium del Estado, la fuente de todo poder es igual: el pueblo.

### Papado y concilio
El proceso que tendía a rendir monárquica y absoluta la autoridad papal se cumplió en el interior de la Iglesia con Gregorio VII e Inocencio III. Las luchas por la supremacía de la Iglesia sobre el Imperio, en las cuales se veían claramente las pretensiones de dominio, son objeto del interés histórico del siglo XIV.

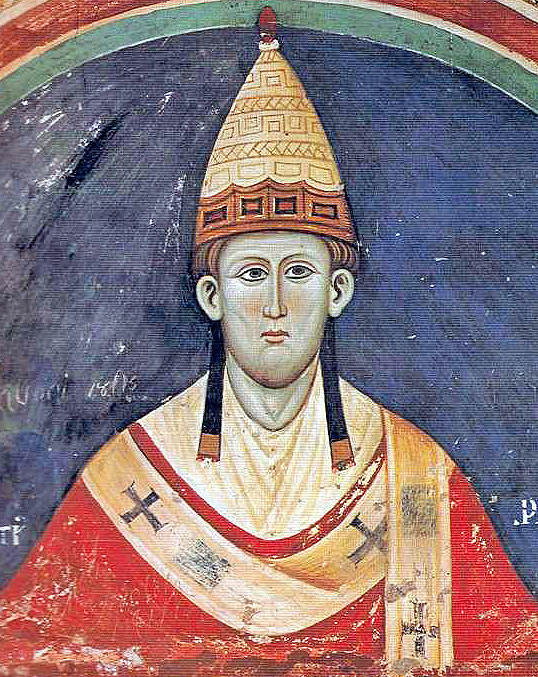
Inocencio III.

La definición Papa potest dici Ecclesia es el resultado de la ardua lucha por la primacía, cumplida por los grandes papas del Medioevo y el programa de un futuro no muy lejano. En esta lucha se levanta con fuerza la voz de Marsilio de Padua y de Guillermo de Ockham contra el papado. El primero define en su obra principal, el Defensor Pacis, el concepto de Estado e igualmente individualiza la naturaleza de la Iglesia como organización e institución religiosa. Niega todo poder papal y cada pretensión de dominio por parte del Papa, sobre la Iglesia, poder que concierne en su lugar al 'Universitas Fidelium representada por el Concilio Ecuménico.
Este concilio está constituido por la comunidad de los fieles, tanto los del clero como los laicos, a través de sus propios representantes, y no por sujetos nombrados directamente por el Papa. La convocación del Concilio le corresponde al Príncipe y, como ya se ha dicho, de él forman parte tanto los laicos como los eclesiásticos viniendo a desaparecer toda diferencia entre el clero y el laico, y, en sentido al clero, entre los obispos y los simples sacerdotes.
La participación en el Concilio es obligatoria tanto para el clero como para los laicos, respondiendo este deber a una exigencia de carácter social y moral. Todo lo decidido en el Concilio tendría valor de ley universal y es puesto, en cuanto el nivel de autoridad, inmediatamente después de los textos sacros y antes que los decretales a los cuales no les es reconocida alguna autoridad. El Concilio tiene el más vasto campo de acción posible, pudiendo decidir acerca del rito, los ayunos, el reconocimiento de órdenes religiosas, en fin sobre todo cuanto interese a la vida religiosa.
Los obispos deben someterse al Concilio, pudiendo todo poder, a ellos concedido, ser revocado en cualquier momento. El Concilio puede determinar la preeminencia de un obispo sobre los otros, pero solamente con carácter puramente administrativo, no incluyendo en esta relativa superioridad alguna supremacía o inmunidad. Estos que por tradición es el Obispo de Roma, está sometido a la vigilancia del Estado y precisamente del Universitas Civium. El Universitas civium puede a través del Emperador convocar en cualquier momento, en caso de necesidad, el Concilio Ecuménico. El emperador tiene, además de la tarea de convocar al Concilio, que hará por razones de conveniencia con una invitación al Pontífice, un poder de vigilancia sobre el desarrollo del Concilio mismo.
Marsilio niega la primacía espiritual o temporal, del obispo de Roma, el Papa. Primacía que se fue construyendo poco a poco, de manera imperceptible, por sedimentación consuetudinaria adquiriendo una autoridad moral primero y política luego siempre mayor. De este proceso el pueblo no fue consciente, tanto que al final llegó a aceptar la primacía romana como querida por Dios. La autoridad que le niega al Pontífice es en cambio reconocida al Concilio Ecuménico.
Es la Universitas Fidelium, análoga a la Universitas Civium, el órgano supremo de la Iglesia. Estamos de frente a un proceso de constitucionalismo análogo al visto para el Estado. Marsilio niega la necesidad de cualquier mediación eclesiástica 

In peccatore vere poenitente id est de peccato commisso dolente, aliqua salus dei operatur etiam absque sacerdote aliquo praeveniente ministerio, mentis videlicet illuminationem, culpae seu maculae peccati purgationem et aeternae damnationis remissionem.

Le quita toda la fuerza coactiva a la autoridad eclesiástica e incluso la excomunión, después de un juicio regular, es deferida por el Concilio Ecuménico. La usurpación del papa y de la organización eclesiástica sobre el poder civil son consideradas como verdaderas causas de turbación de la paz, 

bajo una máscara de honestidad y decoro el papado es tan peligroso para el género humano que si no se detiene, acarreará daño bastante grave a la ciudadanía y a la Patria.

Niega la institución divina de la organización de la Iglesia y la considera como el resultado de la usurpación de los derechos de los fieles de los que participan en ella con el título de sacerdotes. 

Todos los fieles de Cristo pertenecen a la Iglesia, tanto los Sacerdotes como los laicos, ya qué Cristo ha rescatado a todos con su sangre... Cristo no ha derramado su sangre solo por los apóstoles y por eso no es solo a sus sucesores, obispos, sacerdotes, diáconos, a los que se aludo cuando se habla de la Esposa de Cristo....

Diferentes son los elementos de la polémica, pero entre todos el más importante es el de la superioridad del Concilio Ecuménico.

### Reforma de la Iglesia
Marsilio tiene una visión clara del estado de corrupción y de degeneración en el cual se encontraba la Iglesia, se encuentra frente a un espectáculo desolador; la casi total ignorancia por parte de los clérigos de los textos sagrados, la inexperiencia y ambición se propagan en todos los círculos de la Iglesia, tanto altos como bajos. Muchos son los autores que condenan este estado de cosas, y entre todos se eleva la voz de Dante.
Marsilio se propone una reforma a la Iglesia que se debe basar sobre la democratización de la misma, quiere que el pueblo entre a formar parte de las instituciones de la Iglesia y que pueda influir en ella. Es aceptado el cuerpo de los cardenales, con tal que haya una más extensa representación nacional. Consecuentemente sufrirían la misma reforma todos los otros órganos canónicos menores. 
Le es negada toda pretensión de Plenitudo Potestatis como instancia en las confrontaciones de los poderes del Estado, tal plenitud de poder con la cual se caracteriza Bonifacio VIII, según la cual la esfera de poder eclesiástico debe absorber el poder temporal, porque la soberanía papal no conoce límites por su origen divino. Con su Bula Clericis laicos de 1296 prohíbe, con pena de excomunión, la imposición de cualquier impuesto o contribución a cargo de eclesiásticos por parte del poder laico sin el consentimiento del Papa, lo que pone en riesgo la existencia misma de los Estados.
La Francia de Felipe IV de Francia responde con una serie de edictos que impiden no solo la exportación de oro y piedras preciosas, sino también el ingreso en su territorio de extranjeros, imposibilitando con tal medida que el Papa se financie a través de sus delegados. Felipe el hermoso se levantó contra el papa, el cual debía sufrir la imposición fiscal francesa sin su consentimiento. Esta acción constituyó un debilitamiento político de la posición papal y un refuerzo en la del Rey de Francia. Se delinearon claramente las posiciones de los dos campos de cuyo contraste la Iglesia de Roma saldría humillada mientras el poder estatal comienza a adquirir, además de la plenitud de los poderes, la soberanía según la concepción moderno.
Casi como fin natural la Plenitudo Potestatis tiene 

omnium principatum radicem succidi sinere, vinculum et nexum cuiuscumque civitatis et regni dissolvi

El Papa es visto cual: 

drago ille magnus, serpens antiquus, qui digne vocari debet diabolus et sathanas.

 Nunca la definición del Papa había sido tanto profana como categórica.
Se puede concluir citando las palabras de Battaglia: 

Marsilio se sitúa como tutor de su patria y por ella piensa, escribe y sufre.
F. Battaglia: Marsilio de Padua y la filosofía política del Medio Evo

### La ley
Marsilio expone con claridad el concepto de ley y, entre las diversas definiciones que da, la más incisiva parece ser la siguiente 

importat hoc nomen lex et famose magis scientiam seu doctrinam sive iudicium universale istorum et conferentium civilium et suorum oppositorum. Et sic accepta lex dupliciter considerari potest: uno modo secundum se, ut peripsam solum ostenditur, quid iustum aut iniustum conferens aut nocivum, et in quantum huiusmodi iuris scientia vel doctrina lex dicitur; alio modo considerari potest, secondum quod de ipsius observatione datur praeceptum coactivum per poenam aut praemium in praesenti saeculo distribuenda, sive secundum quod per modum talis praecepti traditur, et hoc modo considerata proprissime lex vocatur et est...

Esta es la modernísima distinción de la ley en cuanto objeto de una disciplina y de la ley en cuanto norma jurídica con todas las características de la norma jurídica: imperativa y coactiva.
Con el fin de que la ley pueda decirse perfecta además de las características de imperatividad y coactividad debe, también, respetar un ideal de justicia. 

Quandoque falsae connitiones iustorum et conferentium leges fiunt cum de ipsis datur observationis praeceptum seu ferentur per modum praecepti, sicut apparet in regionibus barbarorum quorundam, qui tamquam iustum observari faciunt omicidam absolvi a culpa et poena civili, reale aliquod praetium exibentem pro tali delicto, cum tamen hoc simpliciter sit iniustum, et per consequens ipsorum leges non perfectae simpliciter. Esto enim quod formam habeant debitam, praeceptum sci1icet observationis coactivum, debita tamen carent conditione, videlicet debita et vera conditione iustorum.

El carácter de justicia, que debe estar necesariamente en la ley, deriva de la misma fuente según la cual la ley deriva de la imperatividad y esta del Legislator Humanus, aquel que fija el criterio que la ley debe seguir. Solamente el Civile Consortium puede indicar eso que es justo y eso que debe ser obedecido: 

Quoniam illius veritas certius indicatur, et ipsius comunis utilitas diligentius attenditur, ad quod tota intendit civium universitas intellectu et affectu.

Trata el problema de la relación entre ley divina y ley humana resolviendo con genialidad, modernidad y cierta audacia. La primera distinción entre las dos leyes es la sanción, que en la ley divina es puramente espiritual y ultra terrena.
El hombre responde solo a Cristo y no a los sacerdotes, a los cuales se les niega, en la manera más rotunda, cualquier tipo de poder coactivo. El Estado deriva de sí mismo los propios principios y fines, independientemente de cualquier influencia divina. La teoría marsiliana se distingue del naturalismo aristotélico en cuanto, mientras el segundo mira más que a cualquier otra cosa a la naturaleza, Marsilio pone al centro y como fundamento de su obra al hombre mismo como ser libre y consciente. Por cuanto respecta al proceso de formación de la ley solamente un cierto número de individuos tomados de la misma Universitas Civium formulan la ley y será por tanto el pueblo con su propia aprobación a dar el carácter de juridicidad a las leyes previamente formuladas. Es el pueblo a quién concierne el derecho de formular anéxos o modificaciones, cosa que hará 

[...] secundum exigentiam temporum vel locorum, et reliquarum circunstantiarum.
[...] de acuerdo a las exigencias de los tiempos y lugares, y de las restantes circunstancias.

De la Universitas Civium son excluidos los niños, las mujeres, los esclavos, e incluso los extranjeros. Esto no objeta una luz negativa en la obra de Marsilio, si se considera la época en la que vivió. Como se ha mencionado concierne a los expertos, a los Prudentes la formulación de las propuestas de ley: 

Et propterea iustorum et conferentium civilium et incomodorum seu hominum communium et similium reliquorum regulas, futuras leges sive statuta quaerendas seu inveniendas et examinandas prudentibus et expertis per universitatem civium committi, conveniens et per utile est, sic ut vel seorsum ab unaquaque primarum partium civitatis, secundum tamen uiuscuiusque proportionem, eligantur aliqui vel ab omnibus simul congregatis civibus omnes eligantur experti seu prudentes viri praedicti.

### Valentior Pars
Las iniciativas de ley deberán ser aprobadas por el Universitas Civium o por su Valentior Pars y solo después de esto tendrán eficacia de normas jurídicas.
La autoridad de hacer leyes le pertenece solo al cuerpo de los ciudadanos que hará que ellas sean observadas absolutamente. Con este propósito es aclarado el concepto de valentior pars en el sentido que esta es constituida por la mayor parte de los ciudadanos.
Es una mayoría establemente constituida que se acerca a la unanimidad, la valentior pars, es, de hecho, el entero cuerpo de ciudadanos sanos, distintos, según la diversidad de estado y de condición, pero todos de igual forma partícipes del mismo carácter de autores de la ley.

## Tractatus de translatione Imperii

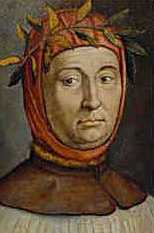
Petrarca.

Entre las obras llamadas menores de Marsilio de Padua se encuentra el Tractatus de translatione imperii. Una obra que no agrega nada a la fama que le causó el Defensor Pacis, aunque sí tuvo una cierta difusión en Europa. En el siglo siglo XV es estudiado en Erfurt, Viena, Mónaco, y sobre todo en Italia, dando testimonio del interés por la cultura italiana que ve a Marsilio junto a Francesco Petrarca, Coluccio Salutati, Giovanni Boccaccio, Poggio Bracciolini, Guarino y algunos otros.
Se puede considerar este tratado como una historia sintética del Imperio y de la Fundación de Roma hasta el siglo XIV. El tratado, de escaso valor histórico y jurídico, es, para otras versiones, interesante en cuanto nos ayuda a entender algunos puntos oscuros en la doctrina política marsilina: el abandono de la fe en los milagros, la búsqueda de las causas de los eventos en las fuerzas y en las acciones sociales y políticas de los pueblos y de sus dirigentes.

## Modernidad de Marsilio
Es el principio de la soberanía popular definido claramente ya en el siglo XIV que hace moderno y actual a Marsilio. El Estado es concebido como producto humano, totalmente separado de premisas teológicas tales como el pecado o similares. Afirma fuertemente el principio de la ley como producto de la comunidad de los ciudadanos, dotada de imperatividad y coactividad además de ser inspirada en un ideal de justicia. Este ideal de justicia se deriva del consorcio o asociación civil, el único sujeto que puede establecer lo que es justo y lo que no. Para Marsilio el hombre debe ser concebido como libre y consciente; este concepto destaca a Marsilio en el Medioevo erigiéndolo como faro de la libertad. La modernidad de Marsilio puede ser totalmente entendida siempre que se considere que ha enunciado estos principios en el siglo XIV y no en el siglo XX.
En el Defensor Pacis aparece de forma difusa un constitucionalismo arraigado fuertemente ya sea en las confrontaciones del Estado o de la Iglesia.
Es de los primeros estudiosos que distingue y separa el derecho de la moral, asignando el primero a la vida civil y el segundo a la conciencia, con suma claridad y agudeza que es propia de los estudiosos modernos: en algunas de sus afirmaciones parece que se lee a Norberto Bobbio.
Parece que Marsilio sea extraño a su época, casi un hombre del siglo XX trasplantado por error en el siglo XIV. Se debe considerar el período histórico en el cual vivió para entender su relevancia, su carga de humanismo y su atención al ser humano en cuanto tal, su comprensión de dos diversos de ámbitos de la sociedad, el temporal y el espiritual, rindiendo justicia al primero sin transgredir al segundo, incluso intentando de situarlo en la justa dimensión que la reforma protesta se encargaría de evidenciar.
Marsilio es siempre un hombre de su tiempo, establemente anclado a su época, el Medioevo, pero con instituciones que hacen un hombre nuevo en el proyecto del Renacimiento, anticipador, según ciertas versiones, de aquel movimiento cultural que tiene sus raíces en el ocaso de la era medieval. La definición del nuevo concepto de Estado, autónomo, independiente de cualquier otra institución humana o, con mayor razón, eclesiástica es el más grande mérito del filósofo de Padua.
Incluso en la Iglesia es afirmada una forma de constitucionalismo contra el excesivo poder de los obispos y de los papas. Es otra vez el universitas fidelium el que tomará, a través del Concilio, toda decisión que respecte a toda materia espiritual. Nuestro autor no teme lanzarse contra una institución bastante fuerte por una larga tradición y costumbre: la Iglesia. Niega el primado de Pedro y de Roma, afirma la necesidad del regreso del clero a aquella pobreza evangélica tan importante para algunas sectas reformistas, las cuales seguramente conoció y comprendió su pensamiento.
Lucha contra la Iglesia pero solo para conservar o revalorar lo más verdadero, auténtico y originario contenido y significado. Casi reformista y conservador al mismo tiempo, conservador cuando acepta la necesidad de un orden constituido, de la religión, de la moral, entendidas en el sentido puro. Parecería un absurdo pero es propiamente a través de la lucha contra las instituciones clericales que Marsilio intenta salvar a la Iglesia.
La modernidad de Marsilio consiste también en el método de su razonamiento y de la terminología que utiliza, siempre sucinta y exhaustiva, ajena de cualquier tipo de retórica. Puede parecer un racionalista, un positivista, pero siempre ubicando al ser humano en el centro de toda su obra.
Solamente Dante al igual que Marsilio será animado por los mismos ideales, pero allá donde Dante pierde el concepto de nación en el término universal ‘’’imperio’’’ Marsilio une el concepto de nación a aquel de Estado soberano. Nuestro autor se encuentra unido a Dante en la visión de la situación geopolítica italiana: ambos con gran dolor observan las desoladas condiciones en las cuales se encontraba Italia, desmembrada en el territorio y dividida en los ideales.

## Edición crítica
- Marsilius von Padua, Defensor Pacis. Herausgegeben von R. Scholz, “Fontes Iuris Germanici Antiqui in usum scholarum ex Monumentos Germaniae Historicis separatim editi”, Honnoverae, Impensis Bibliopoli Hahniani, 1932

## Obras traducidas al español
- Marsilio de Padua: El defensor de la paz (estudio preliminar, introducción y notas de L. Martínez Gómez). Madrid: Tecnos, 1989. ISBN 978-84-309-1672-6.
- Marsilio de Padua: Sobre el poder del imperio y del papa. El defensor menor. La transferencia del imperio (edición de B. Bayona y P. Roche). Madrid: Biblioteca Nueva, 2005. ISBN 978-84-9742-493-6.

## Monografías en castellano
- Bayona, B.: Religión y poder. Marsilio de Padua: ¿la primera teoría laica del Estado?. Madrid-Zaragoza: Biblioteca Nueva-Prensas Universitarias, 2007, 379 págs. ISBN 978-84-9742-641-1
- Bayona, B.: Marsilio de Padua, Ediciones Clásicas-Ediciones del Orto, Madrid, ISBN 84-7923-422-9.
- Bayona, B.: El fundamento del poder en Marsilio de Padua, en El pensamiento político en la Edad Media págs. 41-69.
- Bayona, B.: El significado ‘político’ de la Ley en la filosofía de Marsilio de Padua, Anales del seminario de historia de la filosofía,  N.º 22 (2005), págs.125-138
- Bayona, B.: El poder y el Papa. Aproximación a la filosofía política de Marsilio de Padua”, Isegoría, N.º 36 (2007), págs. 197-218.
- Bayona, B.: Precisiones sobre el corpus marsiliano. Las obras de Marsilio de Padua, en Las raíces de la cultura europea. Ensayos en homenaje al profesor Joaquín Lomba, Prensas Universitarias de Zaragoza e Institución "Fernando el Católico", Zaragoza, 2004, págs. 159-182.
- Bertelloni, F. «Marsilio de Padua y la filosofía política medieval», en F. Bertelloni y G. Burlando (ed.): La filosofía medieval. Enciclopedia Iberoamericana de Filosofía (XXIV). Madrid: Trotta-CSIC, 2002, págs. 237-262.
- Zavadivker, Nicolás, «Marsilio de Padua y la soberanía popular», en Revista Theoría, n.º extraordinario “Homenaje a Gaspar Risco Fernández”, Universidad Nacional de Tucumán, 2006.